# Stobreč
Stobreč je přímořské letovisko a turisty často vyhledávaná lokalita v Chorvatsku v Splitsko-dalmatské župě, spadající pod opčinu města Split. Nachází se asi 1 km jihovýchodně od Splitu. V roce 2011 zde trvale žilo 2 978 obyvatel.
Sousedními letovisky jsou Split a Podstrana; další sousední obcí je Kamen. Severně od Stobreče prochází silnice D8.
Hlavním příjmem obyvatel Stobreče je především v letních měsících turismus, dále pak zemědělství, rybolov a chov dobytka.